# Elaphria peruana
Elaphria peruana là một loài bướm đêm trong họ Noctuidae.